# Astragalus aequalis
Astragalus aequalis es una  especie de planta herbácea perteneciente a la familia de las leguminosas. Es originaria de Estados Unidos.
Astragalus aequalis es una planta herbácea perennifolia, que se distribuye por Estados Unidos en Nevada. 

## Taxonomía
Astragalus aequalis fue descrita por Ira Waddell Clokey y publicado en Madroño 6(7): 215–216, pl. 27, f. a–j, en el año 1942.
Etimología
Astragalus: nombre genérico que significa "hueso del tobillo" y un nombre antiguo aplicado a algunas plantas de esta familia debido a la forma de las semillas.
aequalis: epíteto latino que significa "igual".